# Zbór Kościoła Wolnych Chrześcijan w Żywcu

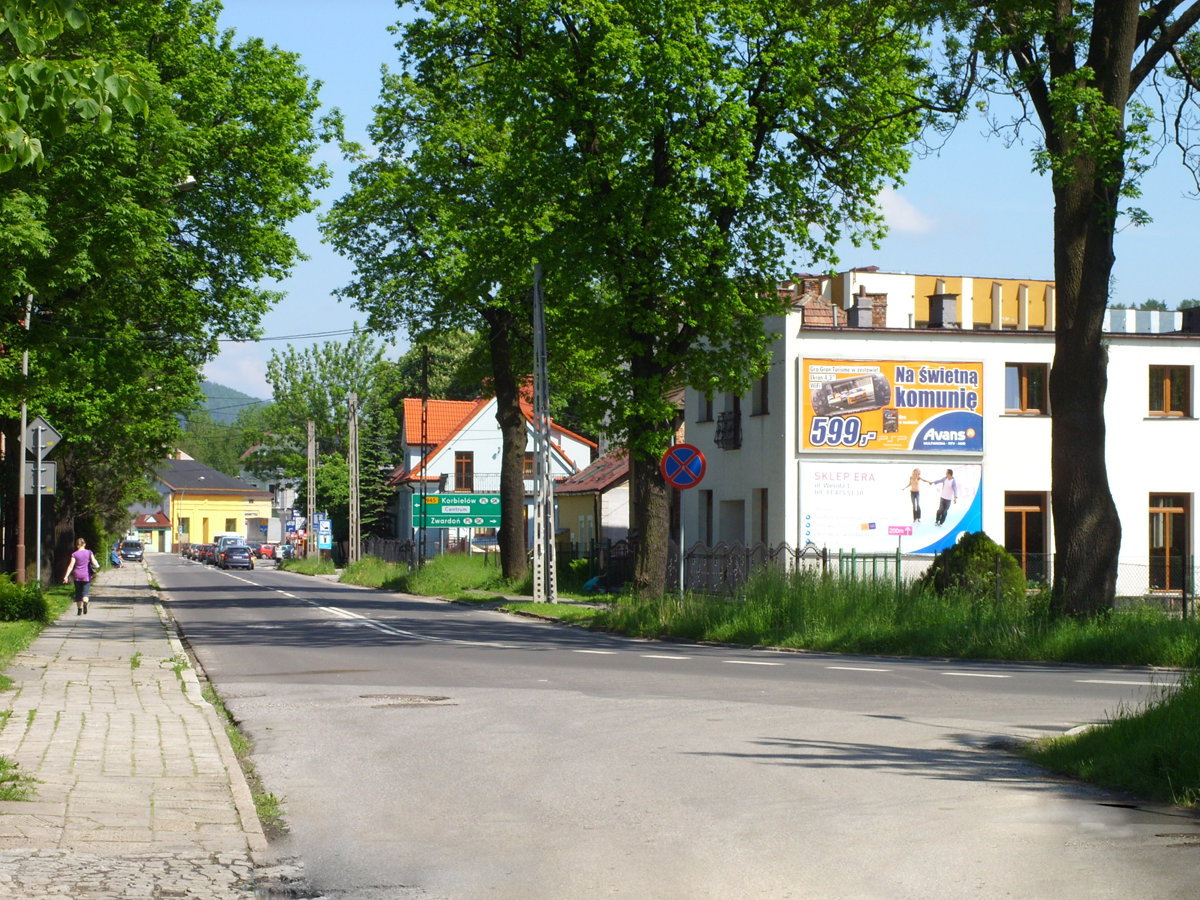
Ulica Wesoła w Żywcu, po prawej budynek poprzedniej kaplicy zboru

Zbór Kościoła Wolnych Chrześcijan w Żywcu – zbór Kościoła Wolnych Chrześcijan znajdujący się w Żywcu.

## Historia

### Początki funkcjonowania zboru
Działalność braci plymuckich na terenie Żywca wraz z okolicami rozpoczęła się w 1934. Były to grupy nieformalne, spotykające się w domach prywatnych. Pierwsze nabożeństwa odbywały się w Sporyszu i Pietrzykowicach, następnie zostały przeniesione do Zarzecza. Powstały zbór wszedł w skład Zrzeszenia Zwolenników Nauki Pierwotnych Chrześcijan.
Podczas okupacji niemieckiej w czasie II wojny światowej z powodu swojej przynależności wyznaniowej siedmiu członków zboru pochodzących z Pietrzykowic zostało osadzonych w obozach koncentracyjnych, gdzie zginęło czworo z nich.
Po II wojnie światowej spotkania zboru odbywały się w Pietrzykowicach, potem na Podlesiu. Ostatecznie  w baraku na posesji Franciszka Kozła z Zarzecza urządzono kaplicę.
Po zakończeniu wojny zbory wchodzące wcześniej w skład Zrzeszenia Zwolenników Nauki Pierwotnych Chrześcijan stały się częścią Polskiego Kościoła Ewangelicznych Chrześcijan Baptystów. Z uwagi na wewnętrzne nieporozumienia podczas funkcjonowania wspólnego związku wyznaniowego grupującego baptystów i wolnych chrześcijan 3 maja 1947 powołany został osobny Związek Wolnych Chrześcijan, w skład którego weszły dawne zbory Zrzeszenia Zwolenników Nauki Pierwotnych Chrześcijan działające w południowej Polsce. Już 24 maja 1947 Związek Wolnych Chrześcijan stał się częścią Zjednoczonego Kościoła Ewangelicznego w PRL.

### Kaplica przy ul. Wesołej
W związku z budową zapory w Tresnej i powstaniem Jeziora Żywieckiego, część Zarzecza w której znajdowała się dotychczasowa kaplica Zjednoczonego Kościoła Ewangelicznego objęta została terenem przeznaczonym pod zalanie wodami nowego zbiornika. Zbór w 1962 rozpoczął więc budowę nowej kaplicy, położonej przy ul. Wesołej 19 w Żywcu. Przełożonym wspólnoty pozostawał w tym okresie Franciszek Kozioł.
Budowa domu zborowego mieszczącego kaplicę oraz dodatkowe pomieszczenia była prowadzona przez samych członków żywieckiej społeczności Wolnych Chrześcijan i początkowo środki na ten cel pochodziły wyłącznie z ich składek. Ostatecznie ponad 80% całej sumy którą pochłonęła budowa pochodziło od zborowników, natomiast pozostałą część pozyskano z ofiar zagranicznych oraz z dotacji udzielonej przez Polską Radę Ekumeniczną dzięki staraniom prezydium Zjednoczonego Kościoła Ewangelicznego. Na parterze budynku umiejscowiono kaplicę na około 200 miejsc siedzących, natomiast na piętrze - trzy duże pokoje, kuchnię oraz pomieszczenia sanitarno-gospodarcze. Uroczystość otwarcia i poświęcenia obiektu miała miejsce 27 czerwca 1965, udział w niej wzięło ponad 400 osób, zarówno z miejscowego zboru, jak i innych wspólnot Kościoła na terenie kraju. Nabożeństwo poprowadził przełożony Franciszek Kozioł, a wraz z nim przemawiali zaproszeni goście z innych zborów, między innymi Józef Mrózek senior. Popołudniowemu nabożeństwu, połączonemu ze ślubowaniem małżeńskim, przewodniczył Józef Mrózek junior, przemawiali na nim również kolejni bracia. W trakcie obu nabożeństw występował chór zboru w Pszczynie-Piasku, jak również połączone chóry zborów w Żywcu i Bielsku-Białej.
Zbór był organizatorem odbywających się w Żywcu obozów młodzieżowych, określanych mianem „kursów” i przeznaczonych dla członków ugrupowania Wolnych Chrześcijan działającego w ramach Zjednoczonego Kościoła Ewangelicznego.
19 lutego 1978 zbór został gospodarzem zjazdu ogólnego zborów z terenu województw bielskiego, częstochowskiego, katowickiego, krakowskiego i nowosądeckiego. Miały wówczas miejsce dwa nabożeństwa poprowadzone przez miejscowych braci Franciszka Kozła i Władysława Adamczyka, a także przybyłych gości.
W 1981 Kościół Wolnych Chrześcijan usamodzielnił się od Zjednoczonego Kościoła Ewangelicznego jako niezależny związek wyznaniowy.

### Kaplica przy Alei Legionów
Zbór Wolnych Chrześcijan w Żywcu na początku lat 80. XX wieku liczył ponad 100 członków. Postanowiono wówczas o powstaniu nowej kaplicy, wobec czego zwrócono się do Urzędu Miejskiego w Żywcu z wnioskiem o umożliwienie zakupu nowego budynku na siedzibę zboru. Urząd po konsultacjach z władzami wojewódzkimi postanowił o wydaniu zgody na nabycie przez wspólnotę od prywatnej właścicielki nieruchomości zlokalizowanej u zbiegu ulic Wojsk Ochrony Pogranicza i Kościuszki, dzierżawionej od niej wcześniej przez żywiecką Powszechną Spółdzielnię Spożywców „Społem”, która prowadziła w nim restaurację „Myśliwska”. Kwota transakcji wynosiła 6 milionów złotych. Po zakupie budynku przez wspólnotę w znajdujących się tam także lokalach mieszkalnych zamieszkiwali początkowo ich dotychczasowi lokatorzy, niezwiązani ze zborem, co spowodowane było brakiem możliwości ich wykwaterowania z uwagi na nieposiadanie mieszkań zastępczych. 
Będący w bardzo złym stanie technicznym obiekt przy ul. Wojsk Ochrony Pogranicza 1 został przekazany zborowi w listopadzie 1983 i przystąpiono do jego generalnego remontu w celu dostosowania budynku do potrzeb wspólnoty. Prace prowadzone były wyłącznie przez wiernych, pośród których znajdowali się wykwalifikowani murarze, cieśle oraz elektrycy, a także trzydziestu wolontariuszy ze Stanów Zjednoczonych. W nowym obiekcie poza kaplicą i mieszkaniami powstał także dom starców. Po zakończeniu remontu przeniesiona tu została siedziba zboru z ulicy Wesołej, a stary budynek został sprzedany. W sierpniu 1984 zbór skupiał 120 członków oraz kolejne 120 sympatyków.